# Amauronematus humeralis
Amauronematus humeralis är en stekelart som först beskrevs av Audinet-serville 1823.  Amauronematus humeralis ingår i släktet Amauronematus, och familjen bladsteklar. Arten är reproducerande i Sverige.